# James Hall (gymnastique)
Pour les articles homonymes, voir James Hall et Hall.
James Hall est un gymnaste artistique britannique, né à Bankstown (Australie) le 6 octobre 1995.

## Biographie
Il remporte la médaille de bronze du concours général individuel des Championnats d'Europe de gymnastique artistique 2017 à Cluj-Napoca.

## Palmarès

### Championnats du monde
- Glasgow 2015
  -  médaille d'argent au concours par équipes

- Liverpool 2022
  -  médaille de bronze au concours par équipes

### Championnats d'Europe
- Cluj-Napoca 2017
  -  médaille de bronze au concours général individuel

- Glasgow 2018
  -  médaille d'argent au concours par équipes

- Munich 2022
  -  médaille d'or au concours par équipes

- Rimini 2024
  -  médaille d'argent au concours par équipes